# フィリピンの諸言語訳聖書

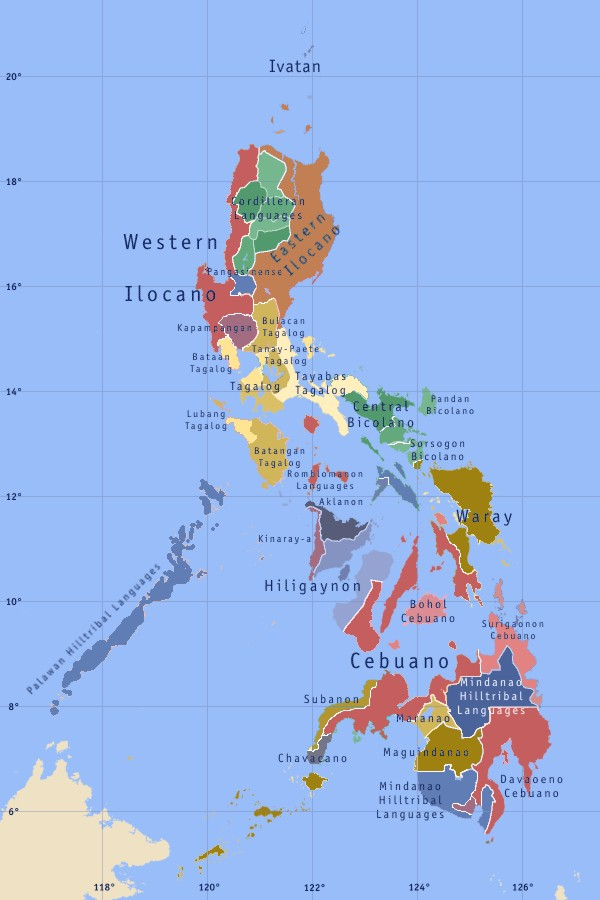
フィリピンの言語地図

フィリピンの諸言語訳聖書 （フィリピンのしょげんごやくせいしょ、英語: Bible translations into the languages of the Philippines）はキリスト教聖書のフィリピンで使われている諸言語、タガログ語、セブアノ語、イロカノ語などを扱う。

## タガログ語
フィリピンでは、タガログ語（別名：フィリピノ語）と英語が公用語である。
1905年、プロテスタントはタガログ語聖書『Ang Biblia』を発行した。
カトリックのホセ・アブリオル（Jose C. Abriol、1918 – 2003年）はマニラ大聖堂に勤めながら、カテキズムなどと共に、一生をかけてタガログ語聖書を完成した。
英語訳聖書では、どれが広く読まれているか、様々な宗派があるので、一概には言えない。

### 様々なタガログ語聖書
様々なタガログ語聖書が出ている。

## 地方語
地方語として、セブアノ語、イロカノ語など、様々な言語訳聖書が出版されている。

## 参照項目
- 聖書翻訳
- フィリピンの宗教
- フィリピンの言語